# Oktagon
Oktagon è una manifestazione sportiva di sport da combattimento ed in particolar modo di kickboxing; si tiene ogni anno al Forum di Assago da oltre vent'anni, alla presenza di 16.000 spettatori . Viene trasmessa televisivamente, sono varie le reti televisive che hanno trasmesso l'evento: Italia 1, Italia 2, Dahlia TV, Rai Sport 1, DMAX e Spike.

## La manifestazione sportiva
Le discipline proposte sono prevalentemente la kickboxing con regolamento K-1 o FightCode e muay thai, ma trovarono spazio fin da subito anche le MMA.
Oktagon nasce da una serie di eventi precedenti di sport da combattimento organizzati prevalentemente in Italia dal 1989 tra questi il principale fu il ciclo Kickboxingmania, che per primo prese ampio spazio sulle tv nazionali italiane e internazionali, ed è considerato il "padre" di Oktagon.
Il nome della manifestazione deriva dal fatto che il primo torneo era caratterizzato da otto atleti provenienti da differenti discipline.
Il primo evento si svolse nel 1996 a Milano e fu caratterizzato da un torneo di free fight, una primitiva versione delle MMA con guantoni da boxe: il torneo venne vinto dal britannico Lee Hasdell che sconfisse in serie lo statunitense Scott Dobbs allievo di Dan Inosanto, l'atleta italiano Paolo Di Clemente ed in finale l'olandese Andre Mannaart.
Oktagon, che inizialmente prendeva il nome di Kickboxingmania, aveva tra i suoi protagonisti campioni internazionali come Paolo Biotti e Sabbar Bouazza.
Hanno preso parte agli eventi Oktagon alcuni dei più importanti atleti di sport da combattimento del pianeta come Rob Kaman, Andre Mannaart, Paolo Biotti, Ramon Dekkers, André Panza, Giorgio Petrosyan, Andy Souwer, Sitthichai Sitsongpeenong, Sak Kaoponlek, Artur Kyshenko, Pedro Rizzo, Valentijn Overeem, Džabar Askerov, Cosmo Alexandre, Karapet Karapetyan, Rico Verhoeven, Artëm Levin, Sahak Parparyan, Davit Kiria, Robin van Roosmalen, Murthel Groenhart, Armen Petrosyan, Pavel Zhuravlev, Paul Daley.
Tra i 14.000 spettatori presenti sono comparsi Giorgio Armani, Domenico Dolce, Donatella Versace, Chris Penn, Don Wilson, Randi Ingerman, Giorgio Pasotti, Guido Meda, Michelle Hunziker, Mario Balotelli, etc.

## La trasmissione
La messa in onda televisiva ha avuto varie denominazioni oltre Oktagon, c'è anche Oktagon - Italia Duel o Aspettando Oktagon. Il programma è commentato da Carlo Di Blasi. Il programma si avvale della collaborazione di presentatori ed inviati; hanno ricoperto questo ruolo, ad esempio, Francesca Leto, Michael Giannini, Marina Landi, Susanna Messaggio, Laura Forgia.